# Marko Škop
Marko Škop, né le 25 juin 1974, est un réalisateur et producteur slovaque.

## Filmographie
- 2019 : Let There Be Light
- 2015 : Eva Nová

## Récompenses et distinctions
- Eva Nová: 
  - Prix FIPRESCI du Festival de Toronto Discovery en 2015.
  - proposé aux Oscars.